# Associazione Calcio Fiorentina 1995-1996
Questa voce raccoglie le informazioni riguardanti l'Associazione Calcio Fiorentina nelle competizioni ufficiali della stagione 1995-1996.

## Stagione
Nella stagione 1995-1996, il confermato Claudio Ranieri ha condotto la Fiorentina al quarto posto in campionato (affiancata dalla Lazio con 59 punti, ma terza) e alla quinta vittoria in Coppa Italia, i viola hanno eliminato dal torneo nell'ordine l'Ascoli, il Lecce, il Palermo e l'Inter prima di superare l'Atalanta nella doppia finale. L'argentino Gabriel Batistuta che ha segnato 19 reti in campionato, è stato il capocannoniere viola anche in Coppa Italia con 8 centri (tra cui una tripletta rifilata ai nerazzurri).
La Fiorentina è stata accolta allo stadio da 40 000 persone, alle quattro del mattino: erano ventuno anni che la società non vinceva un trofeo.

## Divise e sponsor

Il capitano Gabriel Batistuta, con indosso la seconda maglia bianca, solleva il trofeo della Coppa Italia

Per la prima volta la fornitura delle divise è affidata all'azienda statunitense Reebok, mentre lo sponsor ufficiale è Sammontana. La prima divisa è viola, con un giglio sfumato di tonalità più chiare proprio in mezzo alla maglia, mentre compaiono bordini biancorossi sul colletto e sui pantaloncini, assenti in passato. La seconda divisa è bianca, e si caratterizza per due gigli viola dalle dimensioni dell'avambraccio sulle spalle. La terza ha lo stesso disegno di quella da trasferta, ma è completamente rossa.
| Casa | Trasferta | Terza divisa |

## Rosa
| N. |                       | Ruolo | Calciatore           |
| -- | --------------------- | ----- | -------------------- |
| 1  | Italia (bandiera)     | P     | Francesco Toldo      |
| 2  | Italia (bandiera)     | D     | Daniele Carnasciali  |
| 3  | Italia (bandiera)     | D     | Michele Serena       |
| 4  | Italia (bandiera)     | C     | Giovanni Piacentini  |
| 5  | Italia (bandiera)     | D     | Lorenzo Amoruso      |
| 6  | Italia (bandiera)     | D     | Alberto Malusci      |
| 7  | Svezia (bandiera)     | C     | Stefan Schwarz       |
| 8  | Italia (bandiera)     | A     | Francesco Baiano     |
| 9  | Argentina (bandiera)  | A     | Gabriel Batistuta    |
| 10 | Portogallo (bandiera) | C     | Manuel Rui Costa     |
| 11 | Italia (bandiera)     | C     | Massimo Orlando      |
| 12 | Italia (bandiera)     | P     | Gianmatteo Mareggini |
| 13 | Italia (bandiera)     | D     | Michele Pagano       |
| 14 | Italia (bandiera)     | C     | Sandro Cois          |
| 15 | Italia (bandiera)     | C     | Federico Bettoni     |
| 16 | Italia (bandiera)     | C     | Nicola Binchi        |

| N. |                   | Ruolo | Calciatore         |
| -- | ----------------- | ----- | ------------------ |
| 17 | Italia (bandiera) | C     | Emiliano Bigica    |
| 18 | Italia (bandiera) | A     | Giacomo Banchelli  |
| 19 | Italia (bandiera) | D     | Pasquale Padalino  |
| 20 | Italia (bandiera) | D     | Andrea Sottil      |
| 21 | Italia (bandiera) | A     | Francesco Flachi   |
| 22 | Italia (bandiera) | P     | Alessandro Zandonà |
| 23 | Italia (bandiera) | A     | Anselmo Robbiati   |
| 24 | Italia (bandiera) | C     | Christian Amoroso  |
| 25 | Italia (bandiera) | C     | Cristiano Zanetti  |
| 26 | Italia (bandiera) | D     | Alessandro Orlando |
| 27 | Italia (bandiera) | P     | Giacomo Dondoli    |
|    | Italia (bandiera) | D     | Lorenzo Fiorentini |
|    | Italia (bandiera) | C     | Giuseppe Babuscia  |
|    | Italia (bandiera) | C     | Mirko Benin        |
|    | Italia (bandiera) | D     | Luca Vigiani       |

## Calciomercato

### Sessione estiva
| Acquisti | Acquisti             | Acquisti            | Acquisti              |
| R.       | Nome                 | da                  | Modalità              |
| -------- | -------------------- | ------------------- | --------------------- |
| P        | Gianmatteo Mareggini | Palermo             | fine prestito         |
| D        | Lorenzo Amoruso      | Bari                | definitio (5,4 mld £) |
| D        | Alessandro Orlando   | Juventus            | definitivo            |
| D        | Pasquale Padalino    | Foggia              | definitivo            |
| D        | Michele Serena       | Sampdoria           | definitivo (5 mld £)  |
| C        | Mirko Benin          | Varese              | definitivo            |
| C        | Federico Bettoni     | Lodigiani           | definitivo            |
| C        | Emiliano Bigica      | Bari                | definitivo            |
| C        | Stefan Effenberg     | Borussia M'gladbach | fine prestito         |
| C        | Massimo Orlando      | Milan               | fine prestito         |
| C        | Giovanni Piacentini  | Roma                | definitivo            |
| C        | Stefan Schwarz       | Arsenal             | definitivo (7 mld £)  |
| A        | Giacomo Banchelli    | Udinese             | fine prestito         |
| A        | Daniele Beltrammi    | Lodigiani           | fine prestito         |

| Cessioni | Cessioni              | Cessioni            | Cessioni      |
| R.       | Nome                  | a                   | Modalità      |
| -------- | --------------------- | ------------------- | ------------- |
| P        | Cristiano Scalabrelli | Lucchese            | prestito      |
| D        | Duccio Innocenti      | Pontedera           | prestito      |
| D        | Gianluca Luppi        | Atalanta            | definitivo    |
| D        | Márcio Santos         | Ajax                | definitivo    |
| D        | Stefano Pioli         | Padova              | definitivo    |
| C        | Daniele Amerini       | Vicenza             | definitivo    |
| C        | Stefan Effenberg      | Borussia M'gladbach | definitivo    |
| A        | Sergio Campolo        | Pistoiese           | prestito      |
| A        | Angelo Carbone        | Milan               | fine prestito |
| C        | Christian Cimarelli   | Prato               | definitivo    |
| C        | Fabrizio Di Mauro     | Reggiana            | definitivo    |
| C        | Giovanni Tedesco      | Foggia              | definitivo    |
| A        | Daniele Beltrammi     | Montevarchi         | prestito      |

## Risultati

### Serie A

#### Girone di andata
| Arbitro: | Boggi (Salerno) |

|                    |           |  |
| Banchelli 56’, 60’ | Marcatori |  |

| Arbitro: | Treossi (Forlì) |

|              |           |  |
| M. Rossi 67’ | Marcatori |  |

| Arbitro: | Gianni Beschin |

|                               |           |                       |
| Baiano 2’, 15’ L. Amoruso 20’ | Marcatori | 16’ (aut.) L. Amoruso |

| Arbitro: | Racalbuto (Gallarate) |

|                                       |           |  |
| Stoichkov 5’ Crippa 41’ Benarrivo 64’ | Marcatori |  |

| Arbitro: | Pellegrino (Barcellona Pozzo di Gotto) |

|                                       |           |                         |
| Padalino 40’ Baiano 44’ Batistuta 60’ | Marcatori | 41’ Maspero 89’ Fantini |

| Arbitro: | Bettin (Padova) |

|  |           |                                     |
|  | Marcatori | 78’ (aut.) Tarantino 86’ M. Orlando |

| Arbitro: | Bolognino (Milano) |

|                         |           |                      |
| Maniero 21’ Salsano 71’ | Marcatori | 57’ (rig.) Rui Costa |

| Arbitro: | Cardona (Reggio Calabria) |

|                                          |           |                                |
| Robbiati 43’ Rui Costa 71’ Batistuta 86’ | Marcatori | 79’ P. Annoni 90+4’ Protti (B) |

| Arbitro: | Pairetto (Nichelino) |

|                    |           |  |
| Batistuta 46’, 80’ | Marcatori |  |

| Arbitro: | Bazzoli (Merano) |

|               |           |  |
| Del Piero 11’ | Marcatori |  |

| Arbitro: | Trentalange (Torino) |

|               |           |          |
| Batistuta 66’ | Marcatori | 17’ Ganz |

| Arbitro: | Messina (Bergamo) |

|  |           |                 |
|  | Marcatori | 90+4’ Batistuta |

| Arbitro: | Bonfrisco (Monza) |

|                                      |           |  |
| Baiano 17’ Batistuta 61’ (rig.), 90’ | Marcatori |  |

| Arbitro: | Farina (Novi Ligure) |

|               |           |                               |
| D. Morfeo 71’ | Marcatori | 39’ Baiano 60’, 73’ Batistuta |

| Arbitro: | Pairetto (Nichelino) |

|                         |           |                               |
| Robbiati 13’ Baiano 74’ | Marcatori | 12’ Weah 54’ (rig.) R. Baggio |

| Arbitro: | Boggi (Salerno) |

|               |           |                            |
| Balbo 5’, 49’ | Marcatori | Robbiati 60’ Batistuta 70’ |

| Arbitro: | De Santis (Tivoli) |

|                         |           |             |
| Robbiati 28’ Baiano 38’ | Marcatori | 35’ Turrini |

#### Girone di ritorno
| Arbitro: | Rodomonti (Teramo) |

|  |           |                                  |
|  | Marcatori | 58’, 90’ Batistuta 69’ Banchelli |

| Arbitro: | Borriello (Mantova) |

|              |           |                |
| Batistuta 7’ | Marcatori | 45+1’ Di Carlo |

| Cagliari 4 febbraio 1996 20ª giornata | Cagliari        | 0 – 0 referto | Fiorentina | Stadio Sant'Elia\| Arbitro: \| Cesari (Genova) \| |
| Arbitro:                              | Cesari (Genova) |               |            |                                                   |

| Arbitro: | Messina (Bergamo) |

|             |           |  |
| Amoruso 25’ | Marcatori |  |

| Cremona 18 febbraio 1996 22ª giornata | Cremonese           | 0 – 0 referto | Fiorentina | Stadio Giovanni Zini\| Arbitro: \| Collina (Viareggio) \| |
| Arbitro:                              | Collina (Viareggio) |               |            |                                                           |

| Arbitro: | Bazzoli (Merano) |

|                               |           |  |
| Batistuta 36’, 76’ Baiano 79’ | Marcatori |  |

| Arbitro: | Treossi (Forlì) |

|                            |           |                             |
| Rui Costa 48’ Robbiati 76’ | Marcatori | 22’ R. Mancini 45’ Karembeu |

| Arbitro: | Rodomonti (Teramo) |

|               |           |                   |
| Andersson 41’ | Marcatori | 86’ (rig.) Baiano |

| Arbitro: | Pellegrino (Barcellona Pozzo di Gotto) |

|                                           |           |  |
| Winter 14’ Signori 32’, 51’ Casiraghi 83’ | Marcatori |  |

| Arbitro: | Cesari (Genova) |

|  |           |                       |
|  | Marcatori | 28’ (aut.) L. Amoruso |

| Arbitro: | Trentalange (Torino) |

|                |           |                       |
| Centofanti 10’ | Marcatori | 26’ Cois 32’ Padalino |

| Arbitro: | Tombolini (Ancona) |

|                                                                                |           |                                      |
| Baiano 4’ Robbiati 40’ Batistuta 49’, 80’ (rig.) Banchelli 59’ Rosa 64’ (aut.) | Marcatori | 56’, 85’ N. Amoruso 61’, 62’ Vlaović |

| Arbitro: | Cesari (Genova) |

|          |           |  |
| Poggi 8’ | Marcatori |  |

| Arbitro: | Rodomonti (Teramo) |

|               |           |  |
| Banchelli 17’ | Marcatori |  |

| Arbitro: | Cinciripini (Ascoli Piceno) |

|                                               |           |               |
| Savićević 14’ R. Baggio 45’ (rig.) Simone 76’ | Marcatori | 13’ Rui Costa |

| Arbitro: | Pellegrino (Barcellona Pozzo di Gotto) |

|              |           |                                                    |
| Batistuta 9’ | Marcatori | Balbo 19’ (rig.), 34’ (rig.) Delvecchio 27’, 90+4’ |

| Arbitro: | Bazzoli (Merano) |

|  |           |                   |
|  | Marcatori | 21’ (aut.) Corini |

### Coppa Italia
| Arbitro: | Bettin (Padova) |

|            |           |                             |
| Minuti 55’ | Marcatori | 59’ Serena 70’ (aut.) Savio |

| Arbitro: | Boggi (Salerno) |

|  |           |                                                         |
|  | Marcatori | 3’ Rui Costa 39’ Batistuta 54’, 72’ Baiano 88’ Robbiati |

| Arbitro: | Stafoggia (Pesaro) |

|                      |           |  |
| Batistuta 64’ (rig.) | Marcatori |  |

| Arbitro: | Beschin (Legnago) |

|               |           |                          |
| Scarafoni 73’ | Marcatori | 32’ Baiano 57’ Rui Costa |

| Arbitro: | Beschin (Legnago) |

|                                |           |          |
| Batistuta 14’ (rig.), 47’, 86’ | Marcatori | 32’ Ganz |

| Arbitro: | Cesari (Genova) |

|  |           |               |
|  | Marcatori | 78’ Batistuta |

| Arbitro: | Robert Anthony Boggi (Salerno) |

|               |           |  |
| Batistuta 51’ | Marcatori |  |

| Arbitro: | Pairetto (Nichelino) |

|  |           |                           |
|  | Marcatori | 48’ Amoruso 60’ Batistuta |

## Statistiche

### Statistiche di squadra
| Competizione | Punti | In casa | In casa | In casa | In casa | In casa | In casa | In trasferta | In trasferta | In trasferta | In trasferta | In trasferta | In trasferta | Totale | Totale | Totale | Totale | Totale | Totale | DR  |
| Competizione | Punti | G       | V       | N       | P       | Gf      | Gs      | G            | V            | N            | P            | Gf           | Gs           | G      | V      | N      | P      | Gf     | Gs     | DR  |
| ------------ | ----- | ------- | ------- | ------- | ------- | ------- | ------- | ------------ | ------------ | ------------ | ------------ | ------------ | ------------ | ------ | ------ | ------ | ------ | ------ | ------ | --- |
| Serie A      | 59    | 17      | 11      | 4       | 2       | 36      | 21      | 17           | 6            | 4            | 7            | 17           | 20           | 34     | 17     | 8      | 9      | 53     | 41     | +12 |
| Coppa Italia |       | 3       | 3       | 0       | 0       | 5       | 1       | 5            | 5            | 0            | 0            | 12           | 2            | 8      | 8      | 0      | 0      | 17     | 3      | +14 |
| Totale       |       | 20      | 14      | 4       | 2       | 41      | 22      | 22           | 11           | 4            | 7            | 29           | 22           | 42     | 25     | 8      | 9      | 70     | 44     | +26 |

### Statistiche dei giocatori
| Giocatore       | Serie A  | Serie A | Serie A     | Serie A    | Coppa Italia | Coppa Italia | Coppa Italia | Coppa Italia | Totale   | Totale | Totale      | Totale     |
| Giocatore       | Presenze | Reti    | Ammonizioni | Espulsioni | Presenze     | Reti         | Ammonizioni  | Espulsioni   | Presenze | Reti   | Ammonizioni | Espulsioni |
| --------------- | -------- | ------- | ----------- | ---------- | ------------ | ------------ | ------------ | ------------ | -------- | ------ | ----------- | ---------- |
| L. Amoruso      | 31       | 2       | ?           | ?          | 8            | 1            | ?            | ?            | 39       | 3      | ?           | ?          |
| F. Baiano       | 28       | 11      | ?           | ?          | 5            | 3            | ?            | ?            | 33       | 14     | ?           | ?          |
| G. Banchelli    | 16       | 4       | ?           | ?          | 3            | 0            | ?            | ?            | 19       | 4      | ?           | ?          |
| G. Batistuta    | 31       | 19      | ?           | ?          | 8            | 8            | ?            | ?            | 39       | 27     | ?           | ?          |
| F. Bettoni      | 11       | 0       | ?           | ?          | 4            | 0            | ?            | ?            | 15       | 0      | ?           | ?          |
| E. Bigica       | 27       | 0       | ?           | ?          | 6            | 0            | ?            | ?            | 33       | 0      | ?           | ?          |
| N. Binchi       | -        | -       | -           | -          | -            | -            | -            | -            | -        | -      | -           | -          |
| D. Carnasciali  | 31       | 0       | ?           | ?          | 6            | 0            | ?            | ?            | 37       | 0      | ?           | ?          |
| S. Cois         | 24       | 1       | ?           | ?          | 3            | 0            | ?            | ?            | 27       | 1      | ?           | ?          |
| F. Flachi       | 3        | 0       | ?           | ?          | 2            | 0            | ?            | ?            | 5        | 0      | ?           | ?          |
| A. Malusci (II) | 10       | 0       | ?           | ?          | 3            | 0            | ?            | ?            | 13       | 0      | ?           | ?          |
| G. Mareggini    | -        | -       | ?           | ?          | 1            | -0           | ?            | ?            | 1        | -0     | ?           | ?          |
| A. Orlando      | 7        | 0       | ?           | ?          | 1            | 0            | ?            | ?            | 8        | 0      | ?           | ?          |
| M. Orlando      | 9        | 1       | ?           | ?          | 4            | 0            | ?            | ?            | 13       | 1      | ?           | ?          |
| P. Padalino     | 30       | 2       | ?           | ?          | 7            | 0            | ?            | ?            | 37       | 2      | ?           | ?          |
| G. Piacentini   | 29       | 0       | ?           | ?          | 5            | 0            | ?            | ?            | 34       | 0      | ?           | ?          |
| A. Robbiati     | 32       | 6       | ?           | ?          | 7            | 1            | ?            | ?            | 39       | 7      | ?           | ?          |
| Rui Costa       | 34       | 4       | ?           | ?          | 7            | 2            | ?            | ?            | 41       | 6      | ?           | ?          |
| S. Schwarz      | 32       | 0       | ?           | ?          | 6            | 0            | ?            | ?            | 38       | 0      | ?           | ?          |
| M. Serena       | 24       | 0       | ?           | ?          | 6            | 1            | ?            | ?            | 30       | 1      | ?           | ?          |
| A. Sottil       | 16       | 0       | ?           | ?          | 5            | 0            | ?            | ?            | 21       | 0      | ?           | ?          |
| F. Toldo        | 34       | -41     | ?           | ?          | 8            | -3           | ?            | ?            | 42       | -44    | ?           | ?          |
| C. Zanetti      | 2        | 0       | ?           | ?          | 2            | 0            | ?            | ?            | 4        | 0      | ?           | ?          |